# Droga wojewódzka nr 527

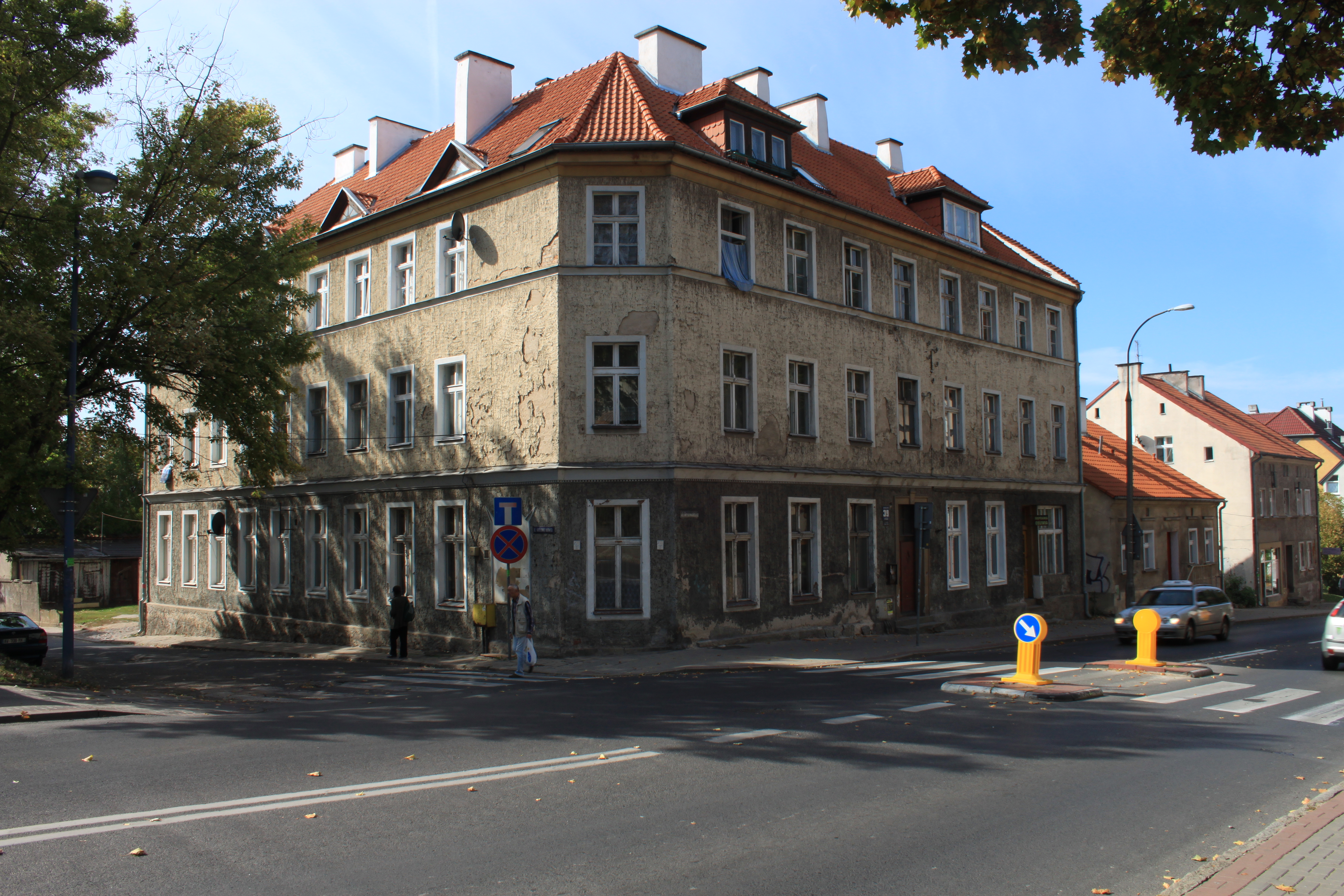
DW527 w Olsztynie - ul. Grunwaldzka

Droga wojewódzka nr 527 (DW527) – droga wojewódzka w województwie pomorskim oraz środkowo-zachodniej części województwa warmińsko-mazurskiego o długości 104 km. Biegnie przez powiat sztumski (gmina Dzierzgoń), powiat elbląski (gminy: Rychliki i Pasłęk), powiat ostródzki (gminy: Morąg i Łukta), powiat olsztyński (gmina Jonkowo) i miasto Olsztyn.

## Dopuszczalny nacisk na oś
Od 13 marca 2021 roku na drodze dozwolony jest ruch pojazdów o nacisku pojedynczej osi napędowej do 11,5 tony, z wyjątkiem miejsc oznaczonych znakiem zakazu B-19.

### Do 13 marca 2021
W latach 2015–2021 droga wojewódzka nr 527 była objęta ograniczeniami dopuszczalnego nacisku pojedynczej osi:
| Znak  | Dopuszczalny nacisk | Odcinek                                                             |
| ----- | ------------------- | ------------------------------------------------------------------- |
| DW527 | do 10 ton           | Rychliki – Jelonki (most nad Kanałem Elbląskim)                     |
| DW527 | do 8 ton            | - Dzierzgoń – Rychliki - Jelonki – Pasłęk – Morąg – Łukta – Olsztyn |

## Miejscowości leżące przy trasie DW527
- Dzierzgoń
- Kwietniewo
- Rychliki
- Jelonki
- Pasłęk
- Morąg
- Łukta
- Olsztyn